# Ágas tapló
Az ágas tapló vagy bokrosgomba (Grifola frondosa) a Meripilaceae családba tartozó, lombos fák tövén élő, ehető taplógombafaj.

## Megjelenése
Az ágas tapló egyéves, 20–50 cm átmérőjű, 10–30 cm magas telepeket növeszt, mindig tömegesen, bokrosan jelenik meg, számos nyelv vagy legyező alakú, 3–14 cm-es, féloldalas „kalappal". Felületük sugarasan szálas, bőrszerű, ráncos-barázdás, szélük hullámos. Színe halványabb vagy sötétebb szürkésbarna. Húsa fehér, puha, rostos. Fiatalon szaga és íze kellemes, az idős gombáé fanyar.
Termőrétege a kalapok alján és a tönkön található fehéres vagy krémszínű, csöves szerkezetű, kb. 5 mm vastag réteg. Spórapora fehér. Spórái szférikus-ellipszoidok, sima felületűek, méretük 5-7 x 3,5-5μm.
A termőtest egyetlen vastag, rövid, sűrűn elágazó tönkből ágazik szét.

### Hasonló fajok
A tüskegombával (Polyporus umbellatus) téveszthető össze, amelynek kalapkái nem féloldalasak és látszólag a talajon terem.  

## Elterjedése és termőhelye
Európában, Kelet-Ázsiában és Észak-Amerikában honos. Magyarországon ritka. Lombos erdőkben, főleg tölgy és szelídgesztenye tövében vagy tuskóján található meg. Évelő, a termőtest több éven át ugyanazon a helyen nő. Júliustól októberig terem.
Ehető, de Magyarországon védett, természetvédelmi értéke 10 000 Ft. Japánban - ahol maitakének hívják - igen nagyra értékelik és átmérője elérheti az egy métert, súlya a 20 kg-t. Az ágas tapló az immunfunkciókat erősítő, bizonyos fokú rákellenes hatásokkal is rendelkező poliszacharidokat (béta-glukánokat) tartalmaz. Ritka esetekben allergiás reakciót válthat ki. 

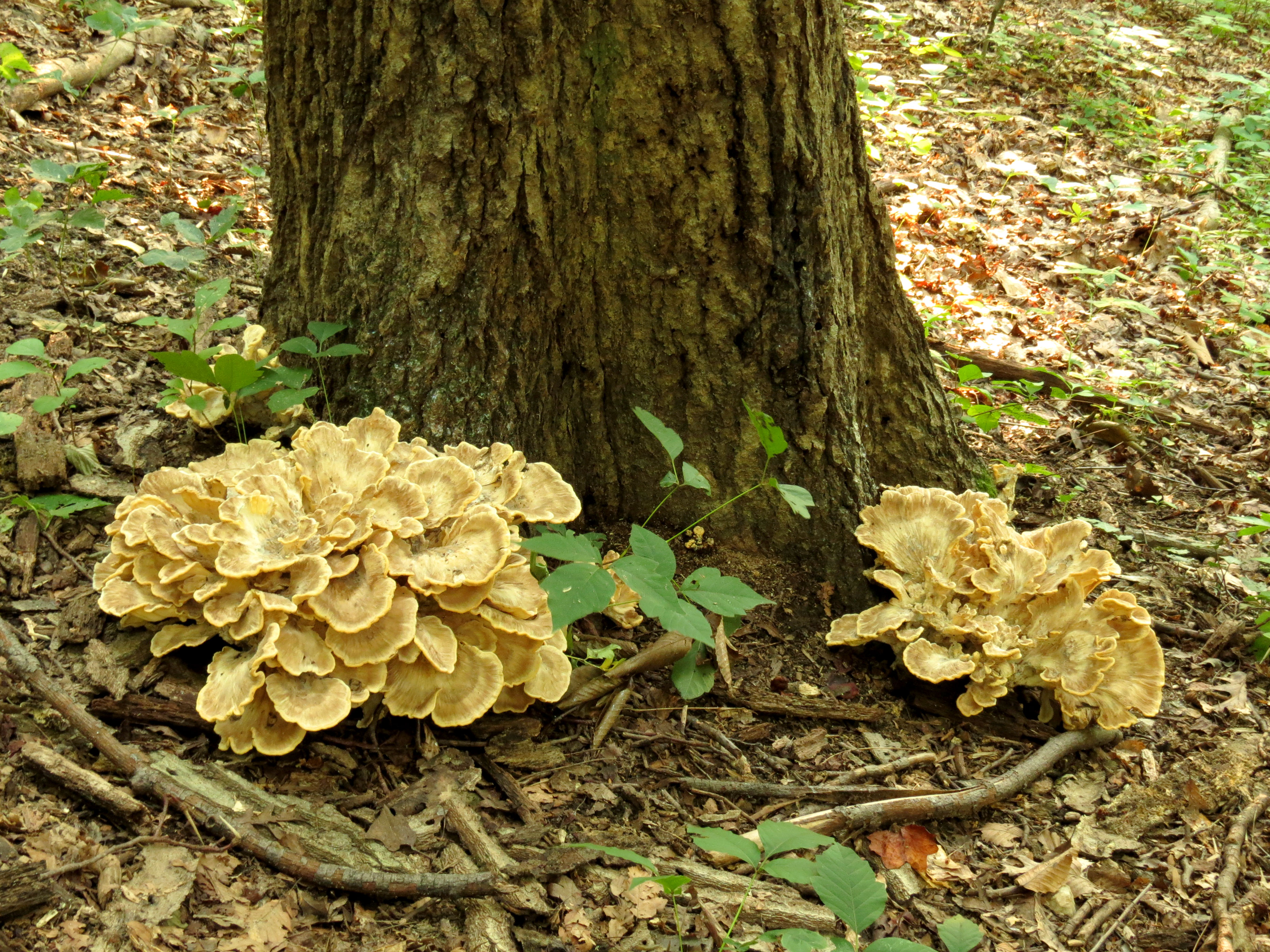
Ágas tapló
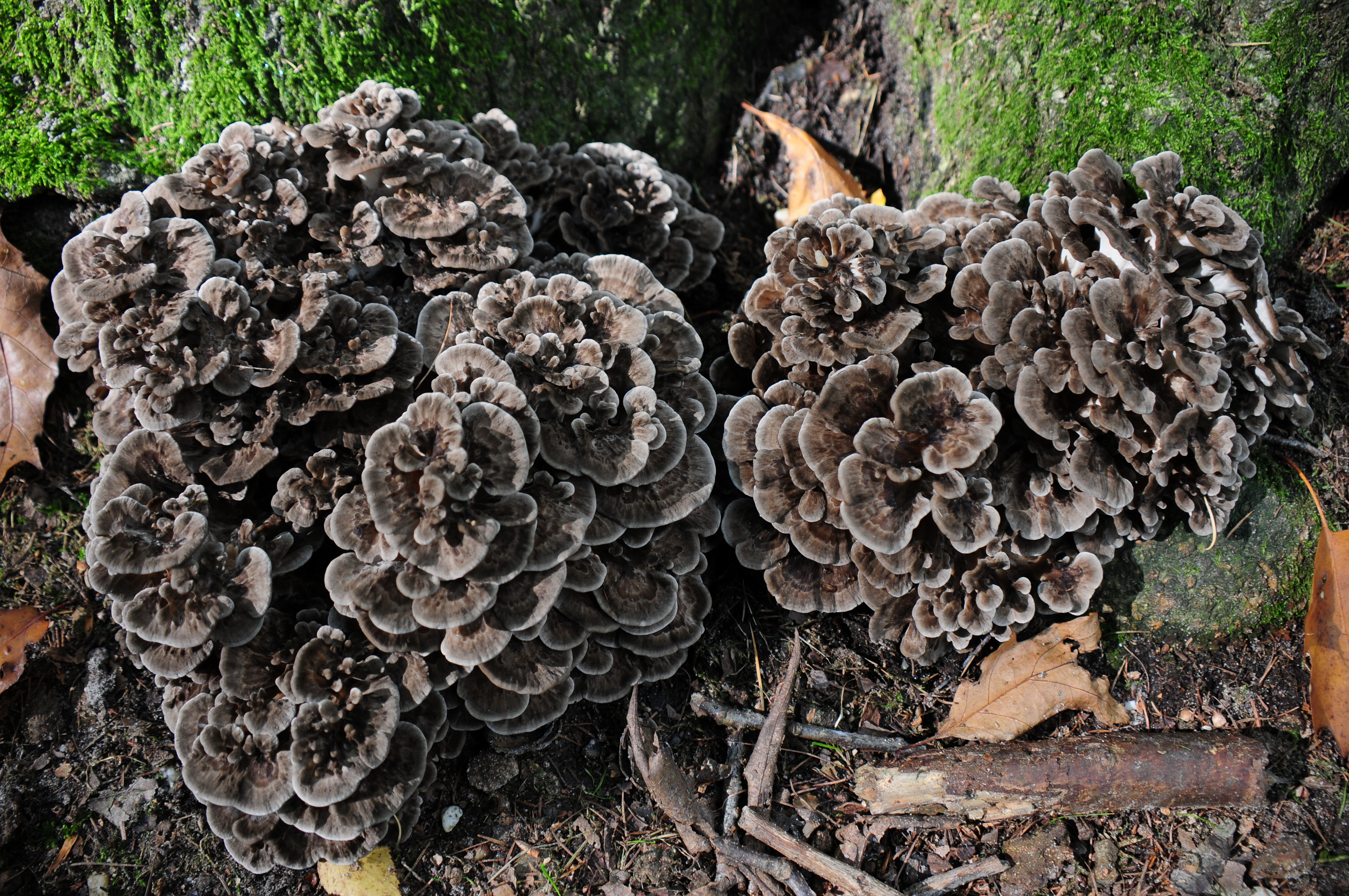
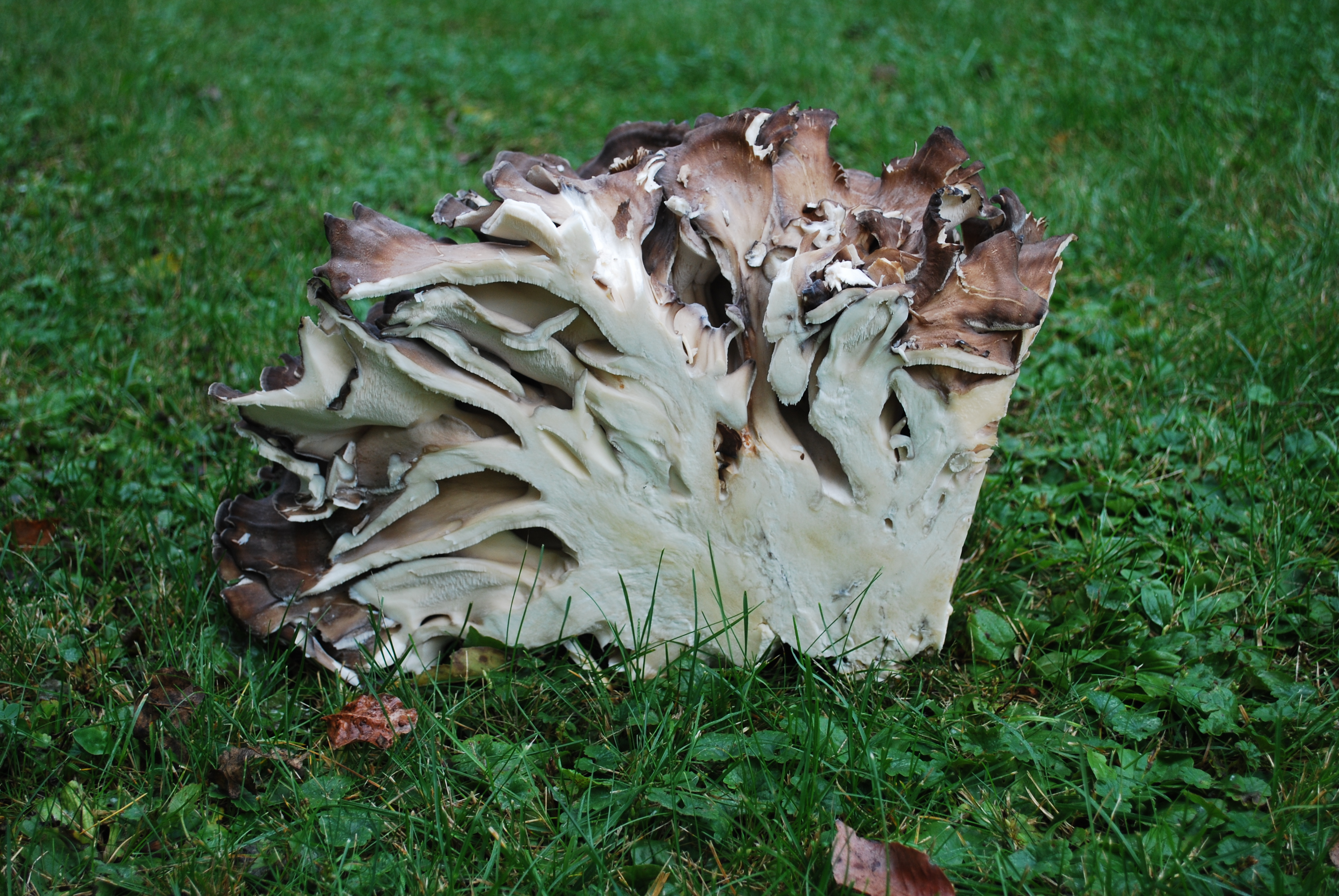
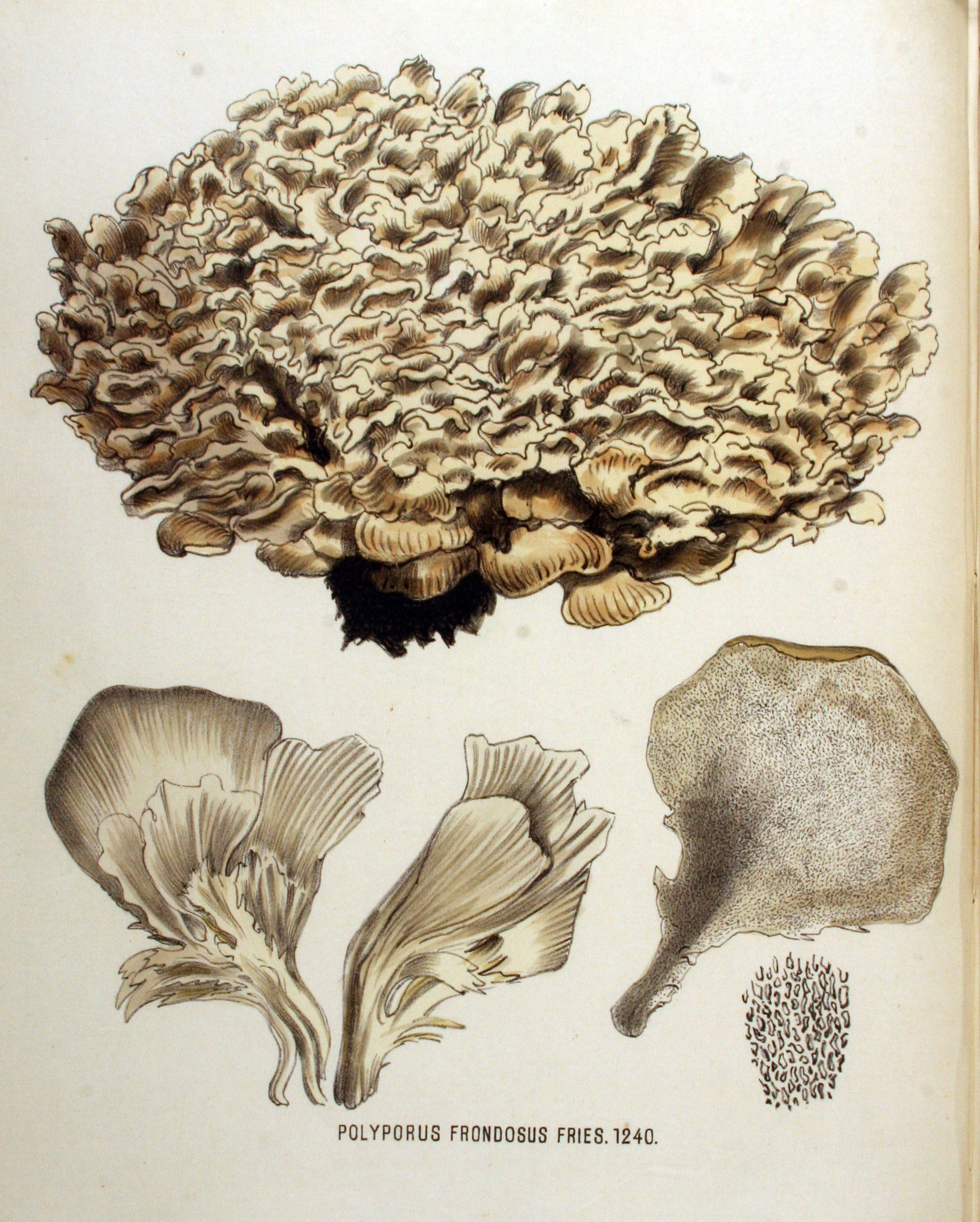
Ábrázolása egy holland gombakönyvben (1881)